# Bonifacija
Bonifacija je žensko osebno ime.

## Različice imena
Bona, Boni, Bonka

## Izvor imena
Ime Bonifacija je ženska oblika moškega osebnega imena Bonifacij.

## Pogostost imena
- Leta 1994 je bilo po podatkih iz knjige Janeza Kebra v Sloveniji 139 nosilk imena Bonifacija in 6 nosilk imena Boni.
- Po podatkih Statističnega urada Republike Slovenije je bilo na dan 31. decembra 2007 v Sloveniji število ženskih oseb z imenom Bonifacija manjše kot 5 ali pa to ime med ženskimi imeni sploh ni bilo uporabljeno.[2]

## Osebni praznik
Osebe z imenom Bonifacija lahko godujejo skupaj z Bonifaciji.